# Рокбрюн-сюр-Аржан (кантон)
Рокбрюн-сюр-Аржан (фр. Roquebrune-sur-Argens) — кантон на юго-востоке Франции, в регионе Прованс — Альпы — Лазурный Берег (департамент — Вар, округ Драгиньян). Кантон образован 22 марта 2015 года в качестве административного центра для 11 коммун округа Драгиньян, которые ранее входили в состав кантонов Файанс (8), Ле-Мюи (2) и Фрежюс (1).

## Историческая справка
Кантон Рокбрюн-сюр-Аржан — новая единица административно-территориального деления Франции (департамент Вар, округ Тулон), созданная декретом от 27 февраля 2014 года. Новая норма административного деления вступила в силу на первых региональных (территориальных) выборах (новый тип выборов во Франции). Таким образом, единые территориальные выборы заменяют два вида голосования, существовавших до сих пор: региональные выборы и кантональные выборы (выборы генеральных советников). Первые выборы такого типа, на которых избирают одновременно и региональных советников (членов парламентов французских регионов) и генеральных советников (членов парламентов французских департаментов) состоялись в Рокбрюн-сюр-Аржане 22 марта 2015 года. Эта дата официально считается датой создания нового кантона. Начиная с этих выборов, советники избираются по смешанной системе (мажоритарной и пропорциональной). Избиратели каждого кантона выбирают Совет департамента (новое название генерального Совета): двух советников разного пола. Этот новый механизм голосования потребовал перераспределения коммун по кантонам, количество которых в департаменте уменьшилось вдвое с округлением итоговой величины вверх до нечётного числа в соответствии с условиями минимального порога, определённого статьёй 4 закона от 17 мая 2013 года. В результате пересмотра общее количество кантонов департамента Вар в 2015 году уменьшилось с 43 до 23.
Советники департаментов избираются сроком на 6 лет. Выборы территориальных и генеральных советников проводят по смешанной системе: 80 % мест распределяется по мажоритарной системе и 20 % — по пропорциональной системе на основе списка департаментов. В соответствии с действующей во Франции избирательной системой для победы на выборах кандидату в первом туре необходимо получить абсолютное большинство голосов (то есть больше половины голосов из числа не менее 25 % зарегистрированных избирателей). В случае, когда по результатам первого тура ни один кандидат не набирает абсолютного большинства голосов, проводится второй тур голосования. К участию во втором туре допускаются только те кандидаты, которые в первом туре получили поддержку не менее 12,5 % от зарегистрированных и проголосовавших «за» избирателей. При этом, для победы во втором туре выборов достаточно простого большинства (побеждает кандидат, набравший наибольшее число голосов).

## Состав кантона
Новый кантон в составе округа Драгиньян сформирован 22 марта 2015 года на территории 11 коммун: Баньоль-ан-Форе (переданной из состава кантона Фрежюс), Пюже-сюр-Аржан и Рокбрюн-сюр-Аржан (из состава упразднённого кантона Ле-Мюи) и 8 коммун из состава упразднённого кантона Файанс: Кальян, Мон, Монтору, Сейан, Сен-Поль-ан-Форе, Таннерон, Туррет и Файанс.
С марта 2015 года площадь кантона — 534,86 км², включает в себя 11 коммун, население — 45 831 человек, плотность населения — 85,69 чел/км² (по данным INSEE, 2012).
| Коммуна           | Французское название  | Код, INSEE | Площадь, км² | Население, чел. (2012) | Плотность, чел/км² |
| ----------------- | --------------------- | ---------- | ------------ | ---------------------- | ------------------ |
| Баньоль-ан-Форе   | Bagnols-en-Forêt      | 83008      | 42,9         | 2 565                  | 60                 |
| Кальян            | Callian               | 83029      | 25,42        | 3 346                  | 132                |
| Мон               | Mons                  | 83080      | 76,63        | 866                    | 11                 |
| Монтору           | Montauroux            | 83081      | 33,54        | 6 019                  | 179                |
| Пюже-сюр-Аржан    | Puget-sur-Argens      | 83099      | 26,9         | 6 915                  | 257                |
| Рокбрюн-сюр-Аржан | Roquebrune-sur-Argens | 83107      | 106,1        | 12 155                 | 115                |
| Сейан             | Seillans              | 83124      | 88,66        | 2 489                  | 28                 |
| Сен-Поль-ан-Форе  | Saint-Paul-en-Forêt   | 83117      | 20,26        | 1 733                  | 86                 |
| Таннерон          | Tanneron              | 83133      | 52,78        | 1 460                  | 28                 |
| Туррет            | Tourrettes            | 83138      | 33,99        | 2 823                  | 83                 |
| Файанс            | Fayence               | 83055      | 27,68        | 5 460                  | 197                |